# 가상 섹스
가상 섹스(영어: Virtual sex)는 2명 이상의 사람 또는 한 사람과 가상 캐릭터가 어떤 형태의 통신 장비를 통해 서로를 자극하기 위해, 종종 성적으로 노골적인 메시지를 전송하는 방식으로 모여서 이루어지는 성행위이다.
- 디지털 원격 자극은 전자 성인용품을 사용하여 멀리서 성기를 자극하는 것을 포함한다.
- 사이버섹스는 인터넷, 인터넷 릴레이 채팅, 이메일, 인스턴트 메신저, 채팅방, 웹캠, 롤플레잉 게임 등을 통해 이루어지는 가상 섹스이다.
- 폰 섹스는 전화를 통해 이루어지는 가상 섹스이다.[1]
- 섹스팅은 휴대 전화 네트워크 텍스트 메시징을 통해 전송되는 가상 섹스이다. 디지털 카메라가 내장된 휴대폰의 등장은 이러한 활동에 새로운 차원을 더했다.
- 현대 소비자용 가상 현실 헤드셋은 사용자들이 다른 사람 또는 가상 캐릭터와 시뮬레이션된 환경을 통해 가상 섹스를 할 수 있도록 한다.[2]

이러한 용어와 관행은 기술과 통신 방식이 변화함에 따라 지속적으로 진화하고 있다.

## 승낙
가상 섹스 또는 성행위에 참여하는 데 있어 중요한 부분은 승낙이다. 섹스팅의 윤리학은 승낙이 핵심 개념으로 작용하는 젊은이들에 의해 이미 확립되고 있다. 섹스팅의 긍정적인 경험과 부정적인 경험의 구별은 주로 이미지 생성 및 공유에 대한 승낙 여부에 달려 있다. 2015년 기준으로, 18세 미만 미성년자가 어떤 형태의 가상 섹스에 동의하는 것은 불법이다. 미성년자의 이미지는 아동 포르노로 간주되기 때문이다.

## 탐닉
세계에는 약 50만에서 200만에 이르는 성 중독자가 있으며, 이들은 인터넷에 접속하여 인터넷상의 가상 성행위 가능성에 매력을 느낀다. 인터넷은 사람들이 자신을 재창조하고 완전히 다른 온라인 페르소나를 시도할 수 있는 세상을 열어준다. 그렇기 때문에 다양한 새롭거나 숨겨지거나 억압된 성적 행동, 페티시, 성적 환상을 자유롭게 실험하고 탐구할 수 있다. 이는 해방감을 줄 수도 있지만, 중독성이 되어 사이버 사용자들의 다른 삶의 측면에 악영향을 미칠 수 있다는 점에서 매우 위험할 수도 있다.
임상 연구에 따르면, 가상 섹스 중독의 주요 부정적인 결과는 온라인 외도와 온라인 성적 강박으로 인해 결혼 및 기타 로맨틱 관계에 미치는 피해에 관한 것이다. 한 연구에서 조사된 가상 섹스 중독자 중 53%가 온라인 외도와 성적 강박이 로맨틱 관계 파괴의 원인이라고 보고했다.
가상 섹스는 현실의 문제를 일시적으로 회피하는 대처 메커니즘이 될 수 있다. 그러나 이는 효과적이지 않으며 잠재적으로 해로울 수도 있는데, 근본적인 문제들이 해결되지 않고 시간이 지남에 따라 더욱 복잡해지기 때문이다. 일반적으로 가상 섹스에 중독되고 이를 대처 메커니즘으로 사용하는 방식에는 몇 가지 패턴이 있다. 종종 정서적 문제에 대처하기 위해 사용된다. 가상 섹스는 외로움, 스트레스, 불안과 같은 고통스러운 감정에서 벗어나게 하는 역할을 할 수 있다. 온라인 포르노 콘텐츠를 소비함으로써 중독자는 더욱 자신감을 느끼고, 매력적이며 흥분되어 무감각해지는 효과를 만들어낸다. 또 다른 패턴은 불안정하며, 사회적으로 어색하거나 정서적으로 문제가 있는 사람들이 실제 사람으로부터 거절당하는 것을 피하기 위해 직접적인 상호작용 대신 온라인으로 다른 사람들과 소통하는 경우이다.

## 같이 보기
- 폰 섹스
- 섹스팅
- 사이버섹스